# Suzie Fraser
Suzannah Fraser (Brisbane, 27 agosto 1983) è una pallanuotista australiana, vincitrice di una medaglia di bronzo ai giochi olimpici di Pechino 2008.